# Olof Mellberg
Erik Olof Mellberg (Amnehärad, Gullspång, 1977. szeptember 3. –) svéd válogatott labdarúgó, edző. 2024 óta az amerikai St. Louis City vezetőedzője.
A szakálláról is híres játékos, az utóbbi évek legjobb svéd hátvédje. Iszonyatos testfelépítése, kimagasló fejelő képessége, ragyogó helyezkedése és az, hogy a "falon is átmegyünk" stílus tette őt klasszis védővé. Középhátvéd poszton szerepel. A svéd válogatott csapatkapitánya is volt, de a 2006-os labdarúgó-világbajnokság után lemondott erről a rangjáról. A 2008-as labdarúgó-Európa-bajnokság után Olaszországba igazolt és a Juventus játékosa lett. 2009. június 20-án az Olympiacos FC-hez szerződött, miután nem tudott gyökeret ereszteni a Juventus védelmében, valamint Fabio Cannavarót is leigazolták. A 2012-es labdarúgó-Európa-bajnokság után lemondott a válogatottságról és a spanyol másodosztályba szerződött ingyen. Villarreal játékosa lett. Onnan egy évre rá tovább állt a dán FC København csapatához.

## Pályafutása

### Gullspång IF
Mellberg a Gullspang IF csapatánál kezdte pályafutását. Itt született, nevelkedett. 16 évesen már játszott a nagyoknál. 37 mérkőzésen szerepelt és ezeken 2 gólt ért el. Egy szezont húzott le itt.

### Degerfors IF
1996-ban Degerfors IF-hez került. 19 évesen itt mutatkozhatott be a svéd élvonalban. Két szezont húzott le itt és 47 mérkőzést játszott. http://gfx.aftonbladet-cdn.se/image/15002312/773/normal/254fcd0a1cff1/mellberg01.jpg Archiválva 2014. július 31-i dátummal a Wayback Machine-ben

### AIK Stockholm
1997-ben csatlakozott a fővárosi AIK-hoz, ahol csupán 10 hónapot töltött. 26 mérkőzésen jutott szóhoz és bajnoki címhez segítette a csapatot. Parádés teljesítményt nyújtott a szezon során és jött is egy külföldi ajánlat.

### Racing Santander
1998 nyarán csatlakozott, a Spanyol Racing Santander-hez. Ragyogóan illeszkedett be és teljesítménye miatt olyan nagy klubokkal hozták szóba, mint a Barcelona és a Valencia. 5-ös mezszámban szerepelt.

### Aston Villa
2001 nyarán igazolt Angliába a Birminghami Aston Villa csapatához. 8,5 milliót fizetett ki érte a klub, ami klubrekord volt anno és számtalan alkalommal bizonyította, hogy tud valamit. Első évében Intertotó-kupa sikert könyvelhetett el.  Több siker érte őt itt Angliában, mint bárhol máshol eddig. Stuart Pierce azt nyilatkozta, hogy Mellberg "a legjobb játékos a Premiershipben”. 2002 októberében pontot érő gólt fejelt a Manchester United ellen. A 2003-04-es szezonban az övé volt a negyedik legjobb átlag a Premiershipben 7,12-dal. És a szezon végén be is került az év csapatába. 2004-05-ös szezonban három gólt is jegyzett. 2003 januárjában a hónap játékosa volt a Premiershipben. A svéd érte el az Arsenal új stadionjában az első gólt tétmérkőzésen az Emirates-ben. Hét évet töltött el Aston Villában és ott csapatkapitánya is volt az egyesületnek. 232 mérkőzést játszott és ezeken szerzett 8 gólt.

### Juventus FC
2008-ban védő gondokkal küzdő Juventus már a téli átigazolási szezonban szerette volna leigazolni, de csak nyáron csatlakozott a "zebrákhoz". Hol középhátvéd, hol jobbhátvédként számítottak rá itt. Annyira nem jött be neki az Olaszországi "kirándulás" és a szezon után Görögországba igazolt. 27 mérkőzésen szerepelt a bajnokságban és 2 gólt szerzett. A BL-ben (Bajnokok Ligája) is bemutatkozhatott és a negyeddöntőig vezető úton az összes mérkőzésen szerepelt.

### Olympiakosz Pireusz
Itt is megadathatott neki az, ami a Juventusnál. 2,5 millió eurót fizetett érte a klub és ismét szerepelhetett a BL-ben. Később kétszer görög bajnok lett és kupagyőztes a csapattal. Néhanapján még a csapatkapitányi karszalagot is felhúzhatta. Három szezont húzott le itt és 75 mérkőzésen jutott szóhoz. 8 gólt szerzett míg itt játszott, és szerepelt az EL-ben (Európa-liga) is.

### Villarreal CF
2012 nyarán Spanyolországba igazolt. A Villarreal CF szerezte meg ingyen. 6-os mezszámot kapta meg és hozzá segítette az azonnali feljutáshoz a gárdát a Spanyol labdarúgó-bajnokság-ba.

### FC København
Dánia éllovasához igazolt 2013. július 9-én. 5 mezszámot kapta meg és innen vonult vissza 2014 nyarán.

### Válogatott
2000 februárjában mutatkozott be a svéd válogatottban, Olaszország ellen. 2000-es labdarúgó-Európa-bajnokság összes mérkőzésén míg a skandinávok ott voltak játszott és nem is akárhogyan. Rengeteg mentése és pontos passza volt. Szerepelt 4 darab Eb-n (Labdarúgó-Európa-bajnokság) és 2 darab Vb-n (Labdarúgó-világbajnokság). A 2004-es labdarúgó-Európa-bajnokságon hatalmas játékot mutatott be, és bekerült az All-Stars csapatba. Árnyék annyi teljesítményén, hogy a negyeddöntőben ő is kihagyta a büntetőt a tizenegyes párbajban, és ezzel Hollandia jutott tovább. Miután Johan Mjällby visszavonult a válogatottságtól Mellberg kapta meg a csapatkapiányi karszalagot. Egészen a 2006-os vb-ig (2006-os labdarúgó-világbajnokság). Balhé is volt meg Mellberg is lemondott róla. A 2012-es labdarúgó-Európa-bajnokság után lemondta a válogatottságot. 12 évig volt válogatott. 117 alkalommal szerepelt és 8 gólt szerzett.

### Balhék
Nem épp egy kicsapongó életet élő játékos a skandináv bekk, de volt neki is 1-2 "húzása." Egy válogatottbeli edzőtábor során, két csapattársával, Christian Wilhelmssonnal és Zlatan Ibrahimovićal hármasban egy night clubban töltötték a szabadidejüket. Ki is rakták őket azonnal a keretből. Állítólag itt vették el Mellbergtől a karszalagot.
Egy Arsenallal vívott bajnokin Robert Pirès az öltözőbe menet kis híján ökölre ment vele.
Volt összeszólalkozás Alan Shearer-el és Gary Speedel is